# تیراندازی ۲۰۲۳ پراگ
۲۱ دسامبر ۲۰۲۳ حداقل ۱۶ نفر، از جمله یک مظنون و پدرش، در تیراندازی دسته‌جمعی در دانشکده هنر، دانشگاه چارلز در میدان یان پالاچ در مرکز پراگ، جمهوری چک کشته شدند. بیست و پنج نفر دیگر مجروح شدند که حال نه نفر از آنها وخیم است. پلیس وارد شده و منطقه وسیعی را در اطراف محل تیراندازی مسدود کرد. با رسیدن پلیس، مرد مسلح خودکشی کرد و ساختمان دانشگاه تخلیه شد. پلیس گزارش داد که جسد پدر عامل جنایت در روز تیراندازی و پیش از آن پیدا شد.

## عامل تیراندازی
رییس پلیس اینترپل پراگ عامل جنایت را دیوید کوزاک، یک دانشجوی ۲۴ ساله تاریخ جهان، شناسایی کرد که با مدرک لیسانس در رشته تاریخ و مطالعات اروپا از دانشکده هنر فارغ‌التحصیل شده بود. رئیس پلیس چک مارتین ووندراشک اعلام کرده است که تیرانداز دارای مجوز اسلحه بود و چندین سلاح داشته. عامل جنایت همچنین مشتری یک فروشگاه اسلحه در پراگ بوده‌است.